# Olint

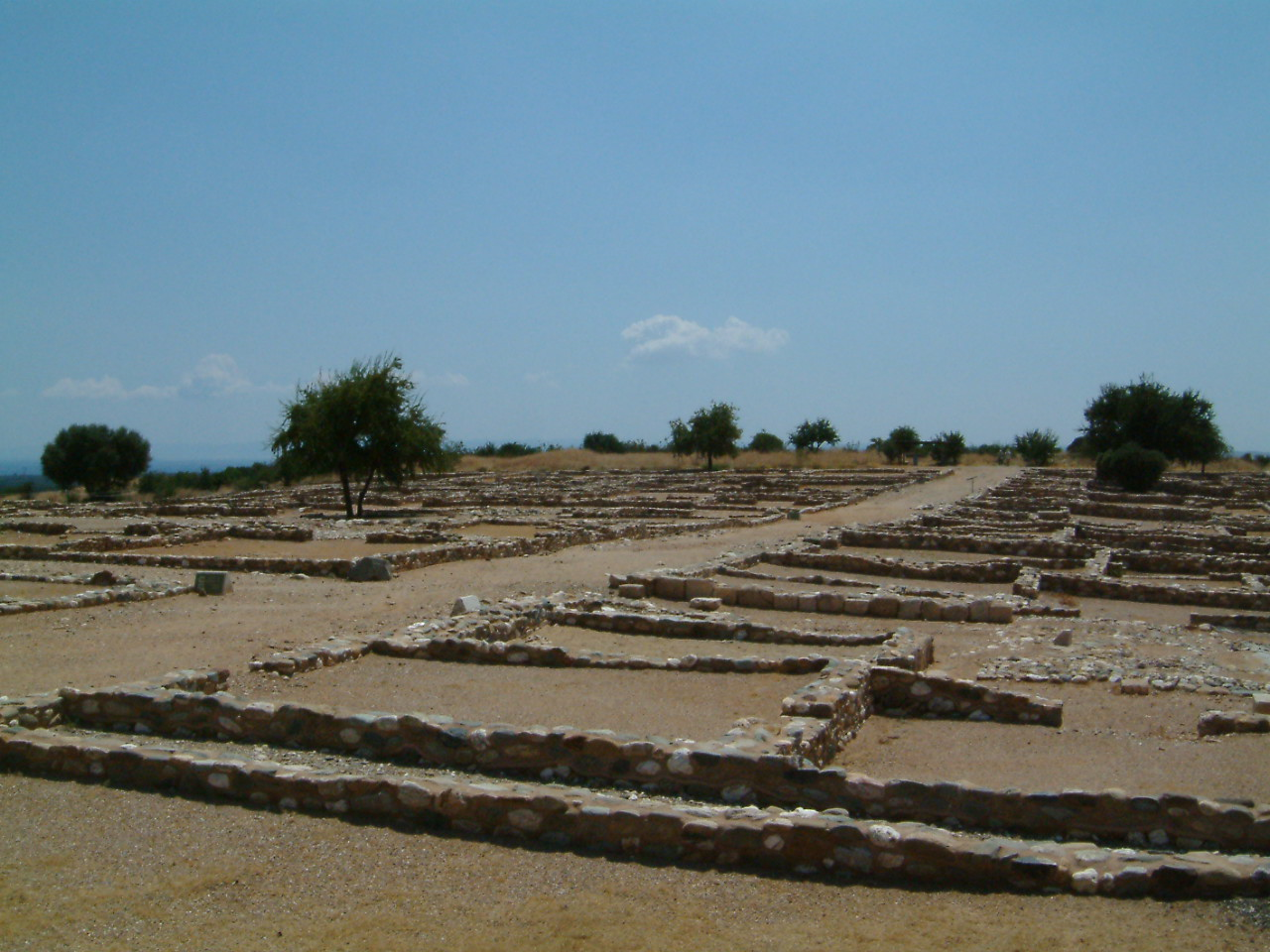
Ruinele vechiului oraș Olynthus.

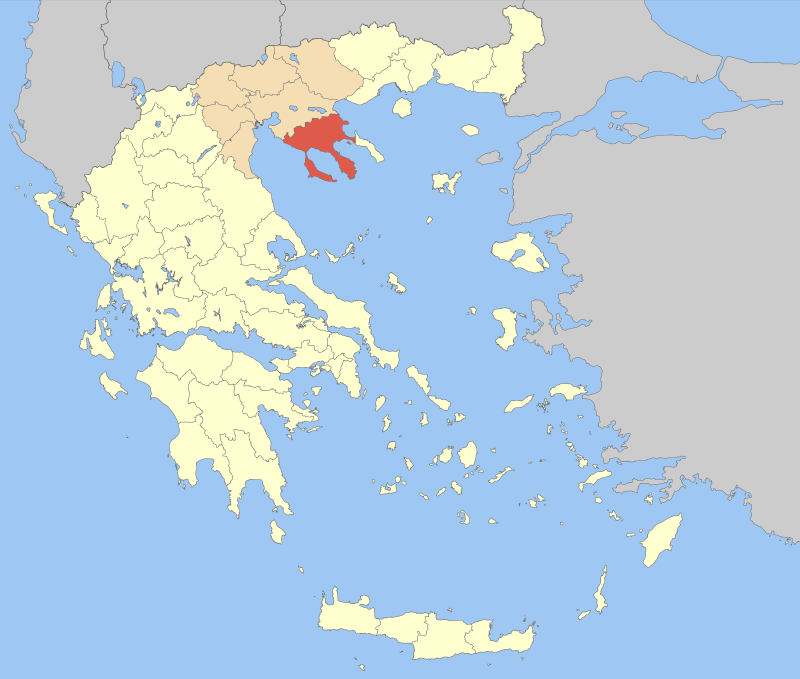
Peninsula Chalkidiki

Olint, Olynthus (vechea greacă: Ὄλυνθος Olynthos, numele pentru olunthos ὄλυνθος, fructul smochinului sălbatic) (greacă Όλυνθος Olynthos) este numele unui oraș antic grec din Macedonia care se găsea în peninsula Chalkidiki, nord-estul Greciei. Din secolul al V-lea î.Hr. a fost reședința unei puternice confederații a orașelor grecești, cunoscută sub numele de Liga din Halkidiki (greacă Κοινόν τῶν Χαλκιδέων). Orașul a fost distrus de Filip al II-lea în 348 î.Hr.. Săpăturile arheologice au scos la lumină planul vechiului oraș, precum și informații despre relația dintre arta clasica greacă și arta elenistica.

### Istorie
Olynthus, fiul lui Heracles sau zeul râului Strymon, a fost considerat fondatorul mitologic al orașului. South Hill avea o așezare neolitică mică; a fost abandonat în epoca bronzului; și a fost relocată în secolul al VII-lea î.Hr. Ulterior, orașul a fost capturat de bottieni, un trib trac, alungat din Macedonia de Alexandru I.
După înfrângerea persană în Salamis (480 î.Hr.) și cu Xerxes fiind escortat la Hellespont de generalul său Artabazus, armata persană a petrecut iarna aceluiași an în Tesalia și Macedonia. Autoritatea persană din Balcani trebuie să fi scăzut semnificativ în acel moment, ceea ce i-a încurajat pe locuitorii peninsulei Pallene să se desprindă. Suspectând că o revoltă împotriva Marelui Rege a fost meditată, pentru a controla situația, Artabazus l-a capturat pe Olynthus, considerat a fi neloial, și i-a ucis pe locuitorii săi. Orașul fusese dat în prealabil lui Kritovoulos din Toroni și unei populații proaspete, alcătuită din greci din regiunea învecinată Chalcidice, care fuseseră exilați de macedoneni (Herod viii 127). Deși Herodot spune că Artabazus i-a sacrificat, Boetiaeanșii au continuat să locuiască în zonă.